# Da Romano
I da Romano, altrimenti detti Ezzelini, furono un'antica famiglia feudale, di probabili origini germaniche, che segnò la storia dell'odierno Veneto tra il XII e il XIII secolo.
Il loro più celebre esponente fu Ezzelino III (1194-1259), abile uomo politico ma anche spietato condottiero che, sfruttando l'alleanza con Federico II di Svevia, riuscì a costituire un esteso dominio personale che andava dall'Oglio e dal Po fino a Trento e alla Marca Trevigiana. Con la sua fine la famiglia cadde in rovina: morto mentre era prigioniero degli avversari guelfi, la sua eredità fu raccolta dal fratello Alberico che, tuttavia, fu massacrato poco dopo assieme ai figli.

## Storia

### Origini
La tradizione, riferita dalla Cronica di Rolandino da Padova, crede che il capostipite dei da Romano fosse un certo Arpone, un modesto soldato (ab uno equo "con un solo cavallo") sceso in Italia nel 1036 al seguito di Corrado II il Salico. Il primo membro storicamente accertato è invece Ecelo (o Ezzelo), citato, spesso accanto alla moglie Gisla, in alcuni documenti a partire dagli anni 1070.
Verosimilmente gli antenati di Ecelo erano di origini germaniche, ma non è possibile dire in che periodo fossero giunti in Italia. Certamente dovevano esservisi radicati da tempo: nel 1085 lo stesso Ecelo fece una cospicua donazione al monastero di Sant'Eufemia di Villanova, dimostrando come la sua famiglia dovesse essere dotata di un patrimonio consistente, che non poteva aver accumulato in soli cinquant'anni. Gina Fasoli ha ipotizzato che un avo degli Ezzelini potrebbe essere un certo Azeli, missu domini Ottonis citato in un documento del 998.
In uno scritto del 1076 Ecelo si autodefinì come "da Onara e da Romano", due località fortificate in posizione strategica lungo il corso del fiume Brenta. Romano, in particolare, rappresentava un insediamento di una notevole importanza, posto ai piedi delle Prealpi Venete e all'inizio del percorso Canale del Brenta-Valsugana che consentiva i collegamenti tra i due versanti delle Alpi. A questi feudi se ne aggiunsero molti altri nei decenni successivi: la curtis di Godego (citata tra i loro possedimenti dal 1159), i castelli di Zumelle, Mussolente e Oderzo (1193), Marostica (1218), Maser (1221).
In quest'area di influenza convergevano, in modo non sempre preciso, i confini di Treviso, Vicenza e Padova e transitavano le loro principali vie di comunicazione. Queste città, a partire dalla metà del XII secolo si diedero delle istituzioni di tipo comunale, inserendosi come nuove entità politiche nello scontro che opponeva Papato e Impero. Numerose famiglie nobili, e così anche i da Romano, furono attratte da questi nuovi centri di potere e si avvicinarono sempre più alla vita pubblica cittadina.
Il secondo esponente di rilievo è Ezzelino I (detto "il Balbo") figlio di Alberico di Ecelo. Viene citato per la prima volta nel 1135, quando fu presente alla vendita di una massaricia da parte di due coniugi di Mestre - allora sottoposta a Treviso - al monastero veneziano dei Santi Secondo ed Erasmo.
Ezzelino I divenne sempre più potente in terre e ricchezze, e fu un sostenitore e uno dei capi della Lega Lombarda, fondata per contrastare Federico I Barbarossa in Italia.
Da Ezzelino I nacque Ezzelino II (o Ecelino II). Costui (poi noto come  il Monaco per essersi nel 1221 ritirato a vita religiosa), tosto della gloria paterna, fu podestà di Treviso nel 1191, di Verona nel 1200, di Vicenza nel 1211. Fu sotto di lui che venne distrutto Onara, il castello storico di famiglia.
Dopo ben tre matrimoni, da Ezzelino II e dalla quarta moglie nacquero molti figli, tra cui tre dei più noti esponenti: Ezzelino III, Alberico II e Cunizza, quest'ultima ricordata da Dante Alighieri e da lui posta nel suo Paradiso (Divina Commedia).
Ma fu proprio tramite Ezzelino III che la famiglia raggiunse l'apice della potenza e grazie al quale essa stessa è maggiormente nota.
Egli, al contempo alleato e nemico di Federico II di Svevia, fu il più distinto tra i ghibellini e la sua ambizione lo fecero divenire un personaggio potente e temibile, tanto da arrivare ad assumere gli atteggiamenti propri di un tiranno; tutto ciò, infatti, gli valsero il soprannome di Ezzelino III il Terribile. Ferito dai crociati di papa Alessandro IV, venne poi fatto prigioniero e rinchiuso a Soncino, ove morì. Sempre Dante lo pone nel suo Inferno.
Dopo la morte del Terribile, la Marca Trevigiana si ribellò alla sua famiglia e Alberico fu costretto con la sua famiglia a fuggire e rifugiarsi nel castello di San Zenone, ma, tradito, venne fatto prigioniero. Così, condannati a morte, gli ultimi esponenti della casata furono trucidati il 26 agosto 1260.

## Stemma
A causa della damnatio memoriae perpetuata dopo la fine della famiglia, lo stemma dei da Romano non è noto.
Nel 1779 Giambattista Verci inserì nella sua Storia degli Ecelini la riproduzione di uno stemma che attribuì con sicurezza ai da Romano basandosi, a suo dire, su testimonianze dell'epoca o di poco posteriori. Era scolpito a bassorilievo su una lapide collocata nella loggia della corte maggiore del castello di Padova. Le teorie del Verci furono accolte dal genealogista Pompeo Litta che, nel suo Famiglie celebri italiane, riportò una versione a colori dell'arma con tanto di blasonatura.
Queste rappresentazioni furono subito adottate dalla pittura ottocentesca a tema storico (la stessa che raffigurava Ezzelino III come un uomo barbuto e arcigno) e ad esse si ispirarono i comuni di Romano d'Ezzelino e di San Zenone degli Ezzelini per realizzare i rispettivi stemmi.
L'arma descritta dal Verci non ha però nulla a che vedere con quello dei da Romano, come dimostrato sin dal 1896 da Francesco Franceschetti. Si tratta infatti dello stemma di re Luigi d'Ungheria, derivante a sua volta dallo stemma degli Arpadi (partito con le fasce) e degli Angioini (partito con i gigli). Il sovrano fu alleato e amico di Francesco il Vecchio da Carrara e il suo blasone ricorre varie volte nel castello, che fu restaurato proprio dal signore di Padova.

## Genealogia
La dinastia degli Ezzelini è, ad oggi, completamente estinta.

### Albero genealogico essenziale
|          |                                    |                                    |             |             |
|          | Arpone capostipite                 |                                    |             |             |
|          |                                    |                                    |             |             |
|          |                                    |                                    |             |             |
|          | Ecelo I                            |                                    |             |             |
|          |                                    |                                    |             |             |
|          |                                    |                                    |             |             |
| Ecelo II | Ecelo II                           | Alberico I                         | Alberico I  |             |
|          |                                    |                                    |             |             |
|          |                                    |                                    |             |             |
|          |                                    | Ezzelino I, detto "il Balbo"       |             |             |
|          |                                    |                                    |             |             |
|          |                                    |                                    |             |             |
|          |                                    | Ezzelino II, detto "il Monaco"     |             |             |
|          |                                    |                                    |             |             |
|          |                                    |                                    |             |             |
|          | Ezzelino III, detto "il Terribile" | Ezzelino III, detto "il Terribile" | Alberico II | Alberico II |

### Albero genealogico completo
|                                                           |                                                           |                                  |                                  |                                                                                                |                                                                                                |                                              |                                              |                                                    |                                                    |  |  |                                           | | | |                                          |                                        |                                                     |                                                     |                                                    |                                                    |                                                                                             | | |                                           |                                           |                                                   |                                                   |                                 |                                 |                                                 |                                                 |                                               |                                               |
|                                                           |                                                           |                                  |                                  |                                                                                                |                                                                                                |                                              |                                              |                                                    |                                                    |  |  |                                           | | | |                                          |                                        |                                                     |                                                     | Arpone capostipite                                 |                                                    |                                                                                             | | |                                           |                                           |                                                   |                                                   |                                 |                                 |                                                 |                                                 |                                               |                                               |
|                                                           |                                                           |                                  |                                  |                                                                                                |                                                                                                |                                              |                                              |                                                    |                                                    |  |  |                                           | | | |                                          |                                        |                                                     |                                                     |                                                    |                                                    |                                                                                             | | |                                           |                                           |                                                   |                                                   |                                 |                                 |                                                 |                                                 |                                               |                                               |
|                                                           |                                                           |                                  |                                  |                                                                                                |                                                                                                |                                              |                                              |                                                    |                                                    |  |  |                                           | | | |                                          |                                        |                                                     |                                                     |                                                    |                                                    |                                                                                             | | |                                           |                                           |                                                   |                                                   |                                 |                                 |                                                 |                                                 |                                               |                                               |
|                                                           |                                                           |                                  |                                  |                                                                                                |                                                                                                |                                              |                                              |                                                    |                                                    |  |  |                                           | | | |                                          |                                        |                                                     |                                                     | Ecelo I † post 1091 cavaliere di ventura ⚭ Gisla   |                                                    |                                                                                             | | |                                           |                                           |                                                   |                                                   |                                 |                                 |                                                 |                                                 |                                               |                                               |
|                                                           |                                                           |                                  |                                  |                                                                                                |                                                                                                |                                              |                                              |                                                    |                                                    |  |  |                                           | | | |                                          |                                        |                                                     |                                                     |                                                    |                                                    |                                                                                             | | |                                           |                                           |                                                   |                                                   |                                 |                                 |                                                 |                                                 |                                               |                                               |
|                                                           |                                                           |                                  |                                  |                                                                                                |                                                                                                |                                              |                                              |                                                    |                                                    |  |  |                                           | | | |                                          |                                        |                                                     |                                                     |                                                    |                                                    |                                                                                             | | |                                           |                                           |                                                   |                                                   |                                 |                                 |                                                 |                                                 |                                               |                                               |
|                                                           |                                                           |                                  |                                  |                                                                                                |                                                                                                |                                              |                                              |                                                    |                                                    |  |  |                                           | | | |                                          |                                        |                                                     | Ecelo II ⚭ Aica                                     | Ecelo II ⚭ Aica                                    |                                                    | Alberico I † ante 1154 ⚭ Cunizza                                                            | Alberico I † ante 1154 ⚭ Cunizza                                                                            | |                                           |                                           |                                                   |                                                   |                                 |                                 |                                                 |                                                 |                                               |                                               |
|                                                           |                                                           |                                  |                                  |                                                                                                |                                                                                                |                                              |                                              |                                                    |                                                    |  |  |                                           | | | |                                          |                                        |                                                     |                                                     |                                                    |                                                    |                                                                                             | | |                                           |                                           |                                                   |                                                   |                                 |                                 |                                                 |                                                 |                                               |                                               |
|                                                           |                                                           |                                  |                                  |                                                                                                |                                                                                                |                                              |                                              |                                                    |                                                    |  |  |                                           | | | |                                          |                                        |                                                     |                                                     |                                                    |                                                    |                                                                                             | | |                                           |                                           |                                                   |                                                   |                                 |                                 |                                                 |                                                 |                                               |                                               |
|                                                           |                                                           |                                  |                                  |                                                                                                |                                                                                                |                                              |                                              |                                                    |                                                    |  |  |                                           | | | |                                          |                                        | donna ignota ⚭ Giacomo del Corvo, nobile di Treviso | donna ignota ⚭ Giacomo del Corvo, nobile di Treviso | donna ignota ⚭ Geremia da Limena, nobile di Padova | donna ignota ⚭ Geremia da Limena, nobile di Padova | Ezzelino I, detto "il Balbo" † post 1182 condottiero e podestà ⚭ Auria di Riccardo da Baone | Ezzelino I, detto "il Balbo" † post 1182 condottiero e podestà ⚭ Auria di Riccardo da Baone                 | |                                           |                                           |                                                   |                                                   |                                 |                                 |                                                 |                                                 |                                               |                                               |
|                                                           |                                                           |                                  |                                  |                                                                                                |                                                                                                |                                              |                                              |                                                    |                                                    |  |  |                                           | | | |                                          |                                        |                                                     |                                                     |                                                    |                                                    |                                                                                             | | |                                           |                                           |                                                   |                                                   |                                 |                                 |                                                 |                                                 |                                               |                                               |
|                                                           |                                                           |                                  |                                  |                                                                                                |                                                                                                |                                              |                                              |                                                    |                                                    |  |  |                                           | | | |                                          |                                        |                                                     |                                                     |                                                    |                                                    |                                                                                             | | |                                           |                                           |                                                   |                                                   |                                 |                                 |                                                 |                                                 |                                               |                                               |
|                                                           |                                                           |                                  |                                  |                                                                                                |                                                                                                |                                              |                                              |                                                    |                                                    |  |  | Giovanni ⚭ Beatrice di Albertino da Baone | Giovanni ⚭ Beatrice di Albertino da Baone | Ezzelino II, detto "il Monaco" condottiero ⚭ Agnese d'Este ⚭ Speronella Dalesmanni ⚭ Cecilia da Baone e Abano ⚭ Adelaide da Mangona                                                     | Ezzelino II, detto "il Monaco" condottiero ⚭ Agnese d'Este ⚭ Speronella Dalesmanni ⚭ Cecilia da Baone e Abano ⚭ Adelaide da Mangona |                                          |                                        |                                                     |                                                     |                                                    |                                                    |                                                                                             | | |                                           |                                           |                                                   |                                                   |                                 |                                 | Cunizza † 1191 ⚭ Tiso da Camposampiero          | Cunizza † 1191 ⚭ Tiso da Camposampiero          | Gisla ⚭ Guecello, conte di Porzia e Prata (?) | Gisla ⚭ Guecello, conte di Porzia e Prata (?) |
|                                                           |                                                           |                                  |                                  |                                                                                                |                                                                                                |                                              |                                              |                                                    |                                                    |  |  |                                           | | | |                                          |                                        |                                                     |                                                     |                                                    |                                                    |                                                                                             | | |                                           |                                           |                                                   |                                                   |                                 |                                 |                                                 |                                                 |                                               |                                               |
|                                                           |                                                           |                                  |                                  |                                                                                                |                                                                                                |                                              |                                              |                                                    |                                                    |  |  |                                           | | | |                                          |                                        |                                                     |                                                     |                                                    |                                                    |                                                                                             | | |                                           |                                           |                                                   |                                                   |                                 |                                 |                                                 |                                                 |                                               |                                               |
| ⬤ Palma † 1218 ⚭ Valpertino da Cavaso, o detto "di Onigo" | ⬤ Palma † 1218 ⚭ Valpertino da Cavaso, o detto "di Onigo" | ⬤ Agnete ⚭ Giacinto de' Guidotti | ⬤ Agnete ⚭ Giacinto de' Guidotti | ⬤ Cunizza † post 1279 ⚭ Riccardo di Sambonifacio ⚭ Aimerio da Breganze ⚭ uomo ignoto da Verona | ⬤ Cunizza † post 1279 ⚭ Riccardo di Sambonifacio ⚭ Aimerio da Breganze ⚭ uomo ignoto da Verona | ⬤ Emilia o Imigla † 1289 ⚭ Alberto de' Conti | ⬤ Emilia o Imigla † 1289 ⚭ Alberto de' Conti | ⬤ Soffia ⚭ Enrico II da Egna ⚭ Salinguerra Torelli | ⬤ Soffia ⚭ Enrico II da Egna ⚭ Salinguerra Torelli |  |  |                                           | ⬤ Ezzelino III, detto "il Terribile" † 27 settembre 1259 podestà e condottiero ⚭ Zilia di Sambonifacio ⚭ Selvaggia di Svevia ⚭ Isotta Lancia ⚭ Beatrice di Buontraverso de' Maltraversi | ⬤ Ezzelino III, detto "il Terribile" † 27 settembre 1259 podestà e condottiero ⚭ Zilia di Sambonifacio ⚭ Selvaggia di Svevia ⚭ Isotta Lancia ⚭ Beatrice di Buontraverso de' Maltraversi | |                                          |                                        |                                                     |                                                     |                                                    |                                                    |                                                                                             | ⬤ Alberico II † 26 agosto 1260 (ucciso) podestà, condottiero e trovatore ⚭ Beatrice da Vicenza ⚭ Margherita | ⬤ Alberico II † 26 agosto 1260 (ucciso) podestà, condottiero e trovatore ⚭ Beatrice da Vicenza ⚭ Margherita | ⬤ Palma Novella ⚭ Alberto, conte di Baone | ⬤ Palma Novella ⚭ Alberto, conte di Baone | Adelasia [illegittima]                            | Adelasia [illegittima]                            | Fioramonte [illegittimo] † 1255 | Fioramonte [illegittimo] † 1255 | Gherardo da Camposampiero                       | Gherardo da Camposampiero                       |                                               |                                               |
|                                                           |                                                           |                                  |                                  |                                                                                                |                                                                                                |                                              |                                              |                                                    |                                                    |  |  |                                           | | | |                                          |                                        |                                                     |                                                     |                                                    |                                                    |                                                                                             | | |                                           |                                           |                                                   |                                                   |                                 |                                 |                                                 |                                                 |                                               |                                               |
|                                                           |                                                           |                                  |                                  |                                                                                                |                                                                                                |                                              |                                              |                                                    |                                                    |  |  |                                           | | | |                                          |                                        |                                                     |                                                     |                                                    |                                                    |                                                                                             | | |                                           |                                           |                                                   |                                                   |                                 |                                 |                                                 |                                                 |                                               |                                               |
|                                                           |                                                           | Ansedisio de' Guidotti † 1258    | Ansedisio de' Guidotti † 1258    |                                                                                                |                                                                                                |                                              |                                              | ⬤ Enrico III da Egna politico e militare           | ⬤ Enrico III da Egna politico e militare           |  |  |                                           | Pietro [illegittimo] | Pietro [illegittimo] | ⬤ Alberico † 26 agosto 1260 (decapitato)                                                                                            | ⬤ Alberico † 26 agosto 1260 (decapitato) | ⬤ Romano † 26 agosto 1260 (decapitato) | ⬤ Romano † 26 agosto 1260 (decapitato)              | ⬤ Ugolino † 26 agosto 1260 (decapitato)             | ⬤ Ugolino † 26 agosto 1260 (decapitato)            | ⬤ Giovanni † 26 agosto 1260 (decapitato)           | ⬤ Giovanni † 26 agosto 1260 (decapitato)                                                    | ⬤ Griseide o Lisia † 26 agosto 1260 (bruciata)                                                              | ⬤ Griseide o Lisia † 26 agosto 1260 (bruciata)                                                              | ⬤ Tornalasce † 26 agosto 1260 (bruciata)  | ⬤ Tornalasce † 26 agosto 1260 (bruciata)  | ⬤ Amabilia o Palmeria † 26 agosto 1260 (bruciata) | ⬤ Amabilia o Palmeria † 26 agosto 1260 (bruciata) | Ezzelino † 1243 (in battaglia)  | Ezzelino † 1243 (in battaglia)  | Adelaide † 1251 (avvelenata) ⚭ Rinaldo I d'Este | Adelaide † 1251 (avvelenata) ⚭ Rinaldo I d'Este |                                               |                                               |

## Personaggi illustri

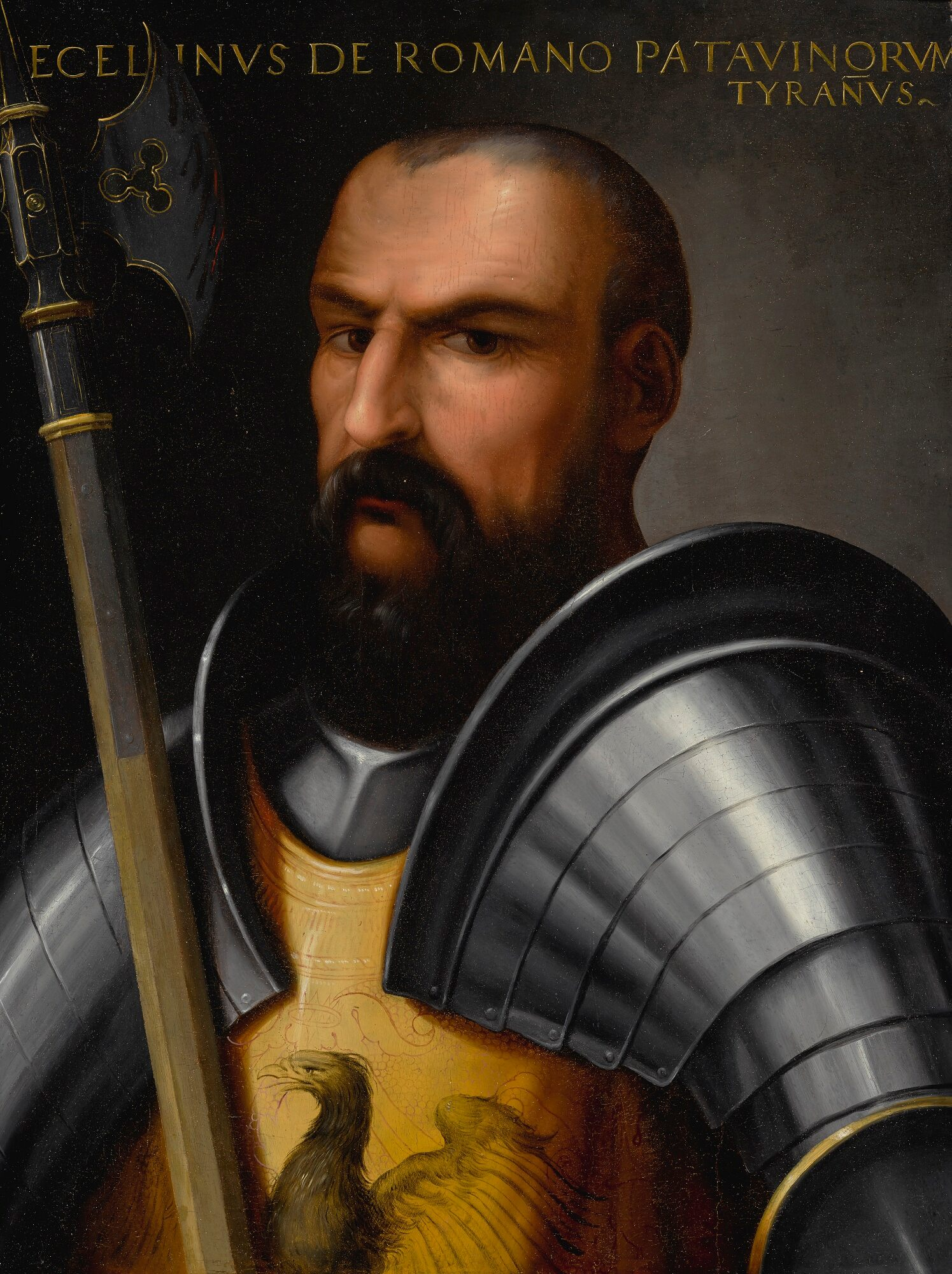
Ritratto di Ezzelino III da Romano, detto il Terribile, opera olio su tela di Cristofano dell'Altissimo, XVI secolo

- Ezzelino I da Onara (o Ecelino I), detto il Balbo, accrebbe di notevole potenza la famiglia con terre e ricchezze. Fu più volte podestà e uno dei capi della Lega Lombarda contro l'imperatore Federico I Barbarossa.
- Ezzelino II da Romano (o Ecelino II), detto il Monaco, sulla scia del padre fu anch'esso più volte podestà. Sotto di lui venne distrutto il castello di Onara e la dinastia cambiò denominazione da Da Onara a Da Romano.
- Ezzelino III da Romano (o Ecelino III), detto il Terribile, fu, nel bene e nel male, il più illustre e potente di tutti gli Ezzelini. Vero padrone della Marca di Verona e di Treviso, fu anche il più temibile capo ghibellino dell'epoca e la sua violenza e la sua ambizione, spesso affondate nella leggenda, causarono, dopo la sua morte, la fine stessa della dinastia. Tra gli altri, Dante Alighieri lo inserì tra i dannati del suo Inferno, Giovanni Boccaccio lo cita nel Canto XIII del poema allegorico Amorosa visione, Alessandro Tassoni gli dedicò l'intero Canto VIII del poema eroicomico La secchia rapita ed è perfino citato ne Il ritratto di Dorian Gray di Oscar Wilde.
- Cunizza da Romano, celebre per le sue vicende amorose, matrimoniali, passionali e avventurose, di cui la più celebre tra tutte è la fuga con Sordello da Goito. Anche la sua fama si deve essenzialmente per essere stata inserita da Dante Alighieri nel Canto IX del Paradiso (Divina Commedia).
- Alberico da Romano (Alberico II), figlio di Ezzelino II e fratello di Ezzelino III, fu anch'esso podestà e fu l'ultimo degli Ezzelini, in quanto lui e la sua famiglia vennero sterminati il 26 agosto 1260.

## Domini dinastici
Oltre alle diverse località interessate dalle vicende storiche del casato degli Ezzelini è notevole l'elenco delle stesse dove, secondo recenti studi, risultavano insediati i patrimoni immobiliari all'epoca del loro annientamento nel 1260; sono località  che interessano diverse province della parte nord orientale della penisola italiana.
 Località dell'attuale provincia di Vicenza 

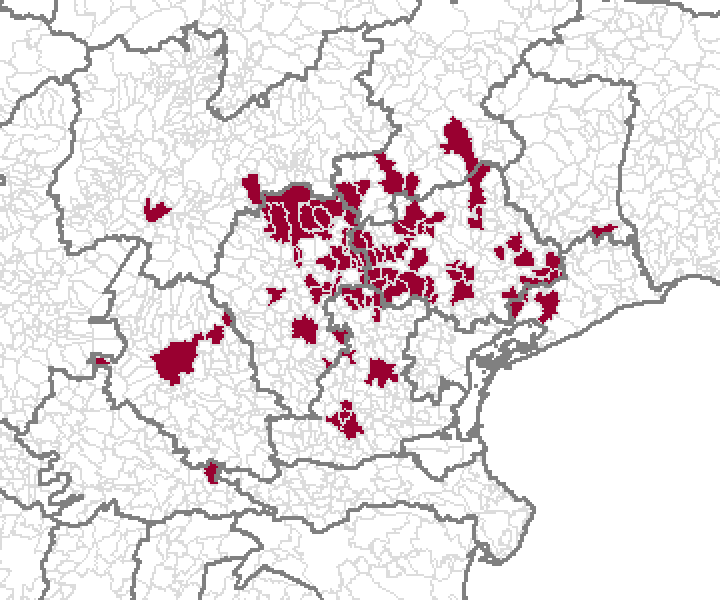
Proprietà immobiliari al 1260, secondo i confini comunali odierni

- Romano d'Ezzelino, Castello di famiglia
- Bassano del Grappa
- Valrovina, frazione di comune di Bassano del Grappa, all'inizio della valle Canale di Brenta
- Campese, frazione di comune di Bassano del Grappa, all'inizio della valle Canale di Brenta. Nel monastero di Campese avevano sepolcro gli Ezzelini (9)
- Angarano, storica località baricentrica tra Marostica, Bassano del Grappa e Valrovina e oggi quartiere di Bassano d. G.
- Marostica
- Margnano, storica località a sud di Pove del Grappa, oggi quartiere Margnan di Bassano del Grappa
- Solagna, nella valle Canale di Brenta
- Pove del Grappa, all'inizio della valle Canale di Brenta
- Oliero, frazione del comune di Valstagna, nella valle Canale di Brenta
- Marcesina, località  di Asiago, Altopiano dei Sette Comuni.
- Ronchi,  località Altopiano dei Sette Comuni.
- Gallio (Italia), comune dell'Altopiano dei Sette Comuni.
- Foza, comune dell'Altopiano dei Sette Comuni.
- Enego, comune dell'Altopiano dei Sette Comuni.
- Roana, comune dell'Altopiano dei Sette Comuni.
- Rotzo, comune dell'Altopiano dei Sette Comuni.
- Cismon del Grappa
- Mussolente
- Montegaldella
- Malo
- Calvene
- Lugo di Vicenza
- Breganze
- Fortelongo, storica località prossima a Breganze.
- Lupia di Sandrigo, frazione di Sandrigo
- Longa, frazione di Schiavon
- Schiavon
- Friola, frazione di Pozzoleone
- Camisano Vicentino
- Cassola
- Rossano Veneto
- Cartigliano
- Vicenza

 Località dell'attuale provincia di Treviso 
- San Zenone degli Ezzelini, Castello di famiglia
- Liedolo, località di San Zenone degli Ezzelini
- Borso del Grappa
- Cassanego, località di Borso del Grappa
- Semonzo, frazione di Borso del Grappa
- Oderzo
- Camino, frazione di Oderzo
- Colfrancui, frazione di Oderzo
- Lancenigo, frazione di Villorba
- Monastier di Treviso
- Morgano
- Povegliano
- Asolo
- Pagnano, frazione di Asolo
- Maser (Italia)
- Poggiana, frazione di Riese Pio X
- Spineda (Riese Pio X)
- Loria
- Bessica, frazione di Loria
- Ramon, frazione di Loria
- Castion, frazione di Loria
- Fontanelle
- San Polo di Piave
- Ponzano Veneto
- Valdobbiadene
- Castelfranco Veneto
- Treville, frazione di Castelfranco Veneto
- Villarazzo, frazione di Castelfranco Veneto
- Serravalle (Vittorio Veneto), frazione di (Vittorio Veneto)
- Soligo, frazione di Farra di Soligo
- Conegliano
- Rai, frazione di San Polo di Piave
- San Giorgio, località di San Polo di Piave
- Sala, frazione di Istrana
- Fossalunga, frazione di Vedelago
- Montebelluna
- Muliparte, località di Maser
- Cornuda
- Vidor
- Moriago
- Mosnigo, frazione di Moriago della Battaglia
- Onigo, frazione di Pederobba
- Crespano
- Castello di Godego
- Motta di Livenza
- Chiarano
- Cessalto
- Fonte (Italia)
- Gonfo, località di Salgareda
- Treviso

 Località dell'attuale provincia di Padova 
- Padova
- Fontaniva
- San Martino di Lupari,
- Santa Eufemia di Villanova, l'attuale frazione di Abbazia Pisani del comune di Villa del Conte
- Mestrino
- Monselice
- Este
- Calaone frazione del comune di Baone, nei Colli Euganei.
- Cero, il "Monte Cero", (Colli Euganei), vicino Baone
- Fontanafredda, frazione del comune di Cinto Euganeo
- Cittadella
- Onara di Tombolo Inizio della dinastia e primo castello di famiglia con giurisdizione

 Località dell'attuale provincia di Belluno 
- Belluno
- Feltre
- Arsiè
- Fonzaso
- Cesana di Lentiai, frazione di Lentiai

 Località dell'attuale provincia di Venezia 
- Mussa, castello con curia scomparso, nell'area attualmente occupata dalla frazione di Mussetta di Sopra e dal quartiere di Mussetta di Sotto di San Donà di Piave; il castello amministrava i territori vicini di Fossalta di Piave, Croce, Losson di Meolo [senza fonte]
- Croce, località di Musile di Piave
- Meolo

 Località dell'attuale provincia di Verona 
- Verona
- Peschiera del Garda
- Vestena, l'attuale Vestenanova
- Cogollo di Tregnago, frazione di Tregnago

 Località dell'attuale provincia di Pordenone 
- Sesto al Reghena

 Località dell'attuale provincia di Trento 
- Arco di Trento
- Cima Vezzena, tra l'Altopiano dei Sette Comuni e la Valsugana

 Località dell'attuale provincia di Mantova 
- Ostiglia